# Кортизон
Кортизон (17-хидрокси-11-дехидрокортикостерон) с химическа формула C21H28O5 е кристален кортикостероиден хормон, изолиран от надбъбречната жлеза. Намалява локалните възпаления и се използва при лечение на ревматични, астматични и алергични състояния.
Действието му обаче е в пъти по-слабо от това на кортизола, също хормон, произвеждан от надбъбречната кора.